# Mitromorpha paula
Mitromorpha paula is een slakkensoort uit de familie van de Mitromorphidae. De wetenschappelijke naam van de soort is voor het eerst geldig gepubliceerd in 1909 door Verco.